# Japons
Japons ist eine Marktgemeinde mit 696 Einwohnern (Stand 1. Jänner 2025) im Bezirk Horn in Niederösterreich.

## Geografie
Japons liegt im Waldviertel in Niederösterreich. Das größte Gewässer ist die Thaya, die im Nordwesten die Gemeindegrenze bildet.
Die Fläche der Marktgemeinde umfasst 29,38 Quadratkilometer. Davon sind 78 Prozent landwirtschaftliche Nutzfläche, 16 Prozent der Fläche sind bewaldet.
In den Steinbrüchen südlich von Unterthumeritz wurde der Thumeritzer Marmor abgebaut.

### Klima
|                        | Jan  | Feb  | Mär  | Apr  | Mai  | Jun  | Jul  | Aug  | Sep  | Okt  | Nov  | Dez  |   |      |
| Mittl. Temperatur (°C) | −2,4 | −1,6 | 2,4  | 7,2  | 12,6 | 15,6 | 17,7 | 17,3 | 12,6 | 7,6  | 2,1  | −1,4 | ⌀ | 7,5  |
| Mittl. Tagesmax. (°C)  | 0,8  | 2,4  | 7,1  | 12,9 | 18,2 | 21,1 | 23,6 | 23,4 | 18,2 | 12,3 | 5,3  | 1,5  | ⌀ | 12,3 |
| Mittl. Tagesmin. (°C)  | −5,2 | −4,7 | −1,2 | 2,3  | 7,1  | 10,0 | 11,9 | 11,8 | 8,2  | 4,3  | −0,3 | −3,8 | ⌀ | 3,4  |
|                        |      |      |      |      |      |      |      |      |      |      |      |      |   |      |
| Niederschlag (mm)      | 32   | 25   | 40   | 41   | 68   | 77   | 81   | 80   | 56   | 38   | 39   | 35   | Σ | 612  |
|                        |      |      |      |      |      |      |      |      |      |      |      |      |   |      |
| Luftfeuchtigkeit (%)   | 77,0 | 68,9 | 60,8 | 51,3 | 51,6 | 52,0 | 49,7 | 48,5 | 55,6 | 63,8 | 76,7 | 80,6 | ⌀ | 61,3 |

| −5,2 |

| −4,7 |

| −1,2 |

| 2,3 |

| 7,1 |

| 10,0 |

| 11,9 |

| 11,8 |

| 8,2 |

| 4,3 |

| −0,3 |

| −3,8 |

| −5,2 |

| −4,7 |

| −1,2 |

| 2,3 |

| 7,1 |

| 10,0 |

| 11,9 |

| 11,8 |

| 8,2 |

| 4,3 |

| −0,3 |

| −3,8 |

### Gemeindegliederung
Das Gemeindegebiet umfasst folgende acht Ortschaften (in Klammern Einwohnerzahl Stand 1. Jänner 2025):
- Goslarn (37)
- Japons (233)
- Oberthumeritz (39)
- Sabatenreith (61)
- Schweinburg (83)
- Unterthumeritz (95) samt Pyhrahofsiedlung
- Wenjapons (100)
- Zettenreith (48)

Die Gemeinde besteht aus den Katastralgemeinden Goslarn, Japons, Oberthumeritz, Sabatenreith, Schweinburg, Unterthumeritz, Wenjapons und Zettenreith.
In Japons und den anderen Orten der Gemeinde findet die Postleitzahl 3763 Verwendung. Teile von Schweinburg haben die Postleitzahl 3814. 
Die Marktgemeinde Japons ist Mitglied der Kleinregion Taffa-Thaya-Wild.

### Nachbargemeinden
|               | Raabs an der Thaya                          | Drosendorf-Zissersdorf |
| Ludweis-Aigen | Kompassrose, die auf Nachbargemeinden zeigt | Geras                  |
|               | Irnfritz-Messern                            |                        |

## Geschichte
In den Katastralgemeinden Oberthumeritz und Unterthumeritz wurden Funde aus der Jungsteinzeit gemacht.
Der Name leitet sich von  Kyriapanz her, in dem das althochdeutsche Grundwort „panz“ bzw. „ponz“ steckt, das Gau oder Lehen bedeutet. Der Ortsname weist daher auf einen Kirchengau oder ein Kirchenlehen hin. Die Pfarre Japons dürfte schon vor dem Jahr 1148 errichtet worden sein, die erste urkundlich belegte Nennung von Japons stammt aus dem Jahr 1336, wo der Ort Chinjapons genannt wurde. Auf dasselbe Jahr datiert die erste urkundliche Erwähnung der Katastralgemeinde Zettenreith. In Unterthumeritz wurde 1386 eine Burg erwähnt. Um 1620 wurde Japons durch den Dreißigjährigen Krieg schwer in Mitleidenschaft gezogen.
In mehreren Steinbrüchen südlich von Unterthumeritz wurde im 19. und angehenden 20. Jahrhundert der Thumeritzer Marmor gewonnen.
Laut Adressbuch von Österreich waren im Jahr 1938 in der Marktgemeinde Japons ein Arzt, ein Tierarzt, ein Bäcker, ein Dachdecker, ein Fleischer, ein Friseur, zwei Gastwirte, drei Gemischtwarenhändler, eine Hebamme, zwei Maurermeister, ein Müller, ein Sattler, ein Schlosser, ein Schmied, zwei Schneider und eine Schneiderin, eine Sparkasse, drei Tischler, ein Zementwarenerzeuger und eine Ziegelei ansässig.

### Bevölkerungsentwicklung
| Japons: Einwohnerzahlen von 1869 bis 2025           | Japons: Einwohnerzahlen von 1869 bis 2025 | Japons: Einwohnerzahlen von 1869 bis 2025 | Japons: Einwohnerzahlen von 1869 bis 2025 | Japons: Einwohnerzahlen von 1869 bis 2025 |
| --------------------------------------------------- | ----------------------------------------- | ----------------------------------------- | ----------------------------------------- | ----------------------------------------- |
| Jahr                                                |                                           |                                           |                                           | Einwohner                                 |
| 1869                                                | 1869                                      |                                           | 1.564                                     | 1.564                                     |
| 1880                                                | 1880                                      |                                           | 1.453                                     | 1.453                                     |
| 1890                                                | 1890                                      |                                           | 1.402                                     | 1.402                                     |
| 1900                                                | 1900                                      |                                           | 1.403                                     | 1.403                                     |
| 1910                                                | 1910                                      |                                           | 1.357                                     | 1.357                                     |
| 1923                                                | 1923                                      |                                           | 1.356                                     | 1.356                                     |
| 1934                                                | 1934                                      |                                           | 1.369                                     | 1.369                                     |
| 1939                                                | 1939                                      |                                           | 1.292                                     | 1.292                                     |
| 1951                                                | 1951                                      |                                           | 1.183                                     | 1.183                                     |
| 1961                                                | 1961                                      |                                           | 1.056                                     | 1.056                                     |
| 1971                                                | 1971                                      |                                           | 1.031                                     | 1.031                                     |
| 1981                                                | 1981                                      |                                           | 1.010                                     | 1.010                                     |
| 1991                                                | 1991                                      |                                           | 858                                       | 858                                       |
| 2001                                                | 2001                                      |                                           | 798                                       | 798                                       |
| 2011                                                | 2011                                      |                                           | 743                                       | 743                                       |
| 2021                                                | 2021                                      |                                           | 717                                       | 717                                       |
| 2025                                                | 2025                                      |                                           | 696                                       | 696                                       |
| Quelle(n): Statistik Austria, Gebietsstand 1.1.2021 |                                           |                                           |                                           |                                           |

## Kultur und Sehenswürdigkeiten

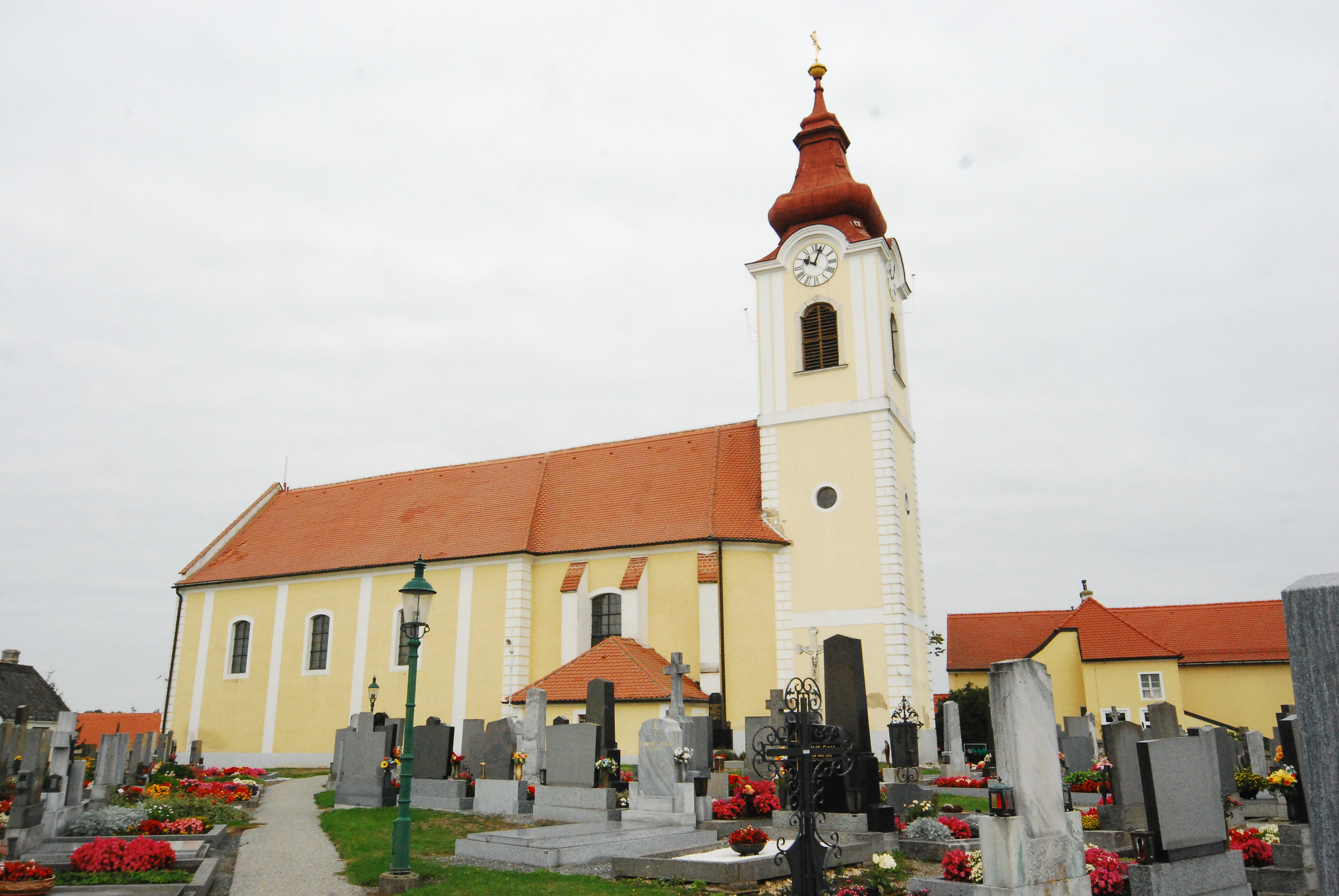
Pfarrkirche Japons

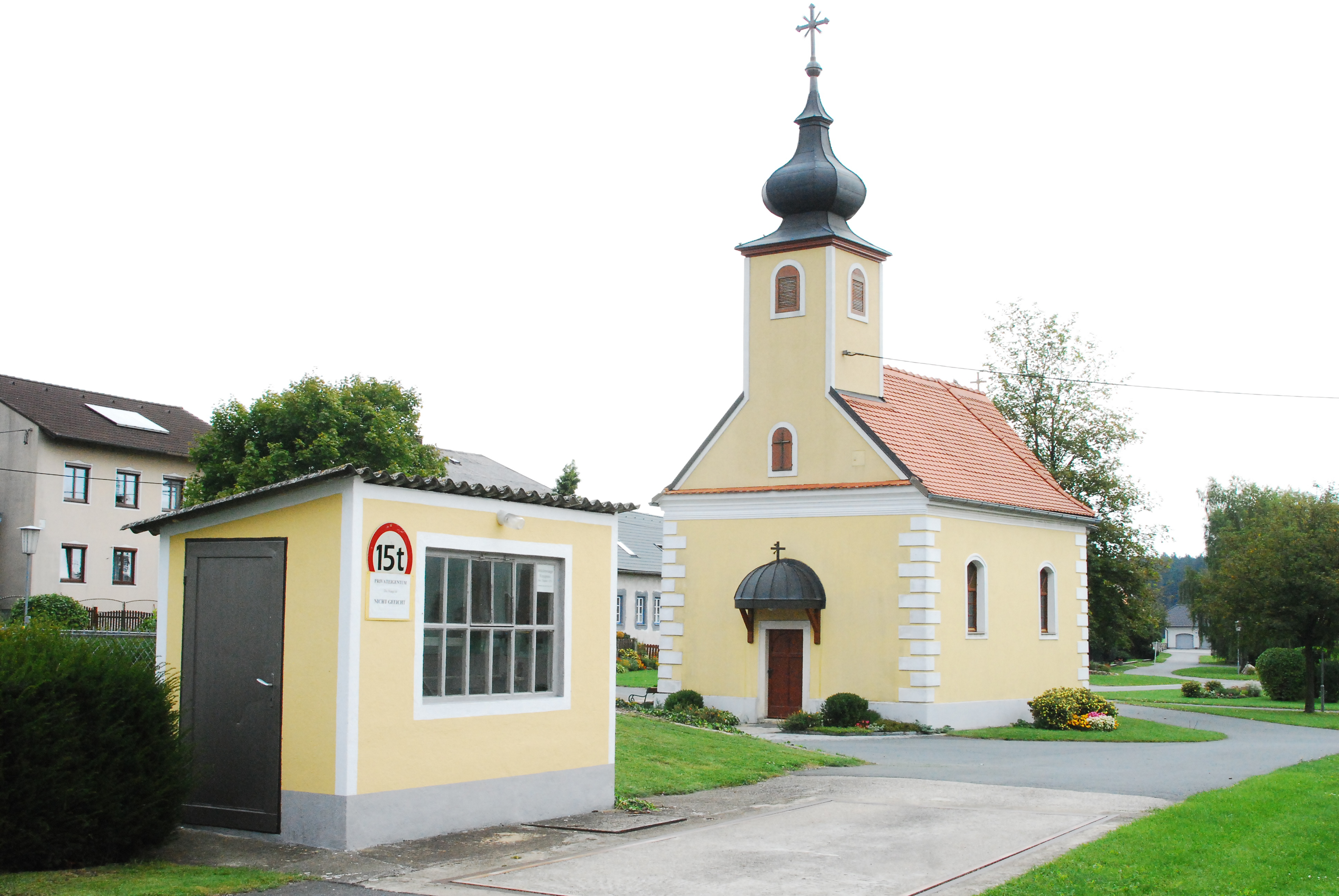
Ortskapelle Wenjapons

- Katholische Pfarrkirche Japons hl. Laurenz: Die Kirche steht in erhöhter Lage. Es handelt sich um ein schlichtes barockes Bauwerk mit ursprünglich gotischen Elementen. In der Kirche befinden sich Ölbilder von Johann Jakob Zeiller.
- Die Ortskapellen von Oberthumeritz, Unterthumeritz, Wenjapons und Zettenreith stammen aus der zweiten Hälfte des 18. Jahrhunderts.

## Wirtschaft und Infrastruktur
Japons ist eine landwirtschaftlich geprägte Gemeinde. Beinahe zwei Drittel der 118 Arbeitsplätze in der Gemeinde kommen aus der Landwirtschaft, zehn Prozent aus dem Produktionssektor und ein Viertel sind Dienstleistungen (Stand 2011). Mehr als siebzig Prozent der 362 in der Gemeinde wohnenden Erwerbstätigen pendeln aus, fünfzehn Menschen kommen aus der  Umgebung zur Arbeit nach Japons.

### Öffentliche Einrichtungen
In Japons befindet sich ein Kindergarten und eine Volksschule.

### Verkehr
- Bus: Das Linienbusunternehmen PostBus fährt in Japons und seinen Ortsteilen mehrere Haltestellen der Linie 1312 (Horn-Schweinburg) an.
- Bahn: Der nächstgelegene Bahnhof der ÖBB ist Irnfritz an der Franz-Josefs-Bahn.

## Politik

### Gemeinderat
Der Gemeinderat hat 15 Mitglieder.
- Nach den Gemeinderatswahlen in Niederösterreich 1990 hatte der Gemeinderat folgende Verteilung: 13 ÖVP und 2 SPÖ.
- Nach den Gemeinderatswahlen in Niederösterreich 1995 hatte der Gemeinderat folgende Verteilung: 14 ÖVP und 1 SPÖ.[9]
- Nach den Gemeinderatswahlen in Niederösterreich 2000 hatte der Gemeinderat folgende Verteilung: 14 ÖVP und 1 SPÖ.[10]
- Nach den Gemeinderatswahlen in Niederösterreich 2005 hatte der Gemeinderat folgende Verteilung: 15 ÖVP.[11]
- Nach den Gemeinderatswahlen in Niederösterreich 2010 hatte der Gemeinderat folgende Verteilung: 13 ÖVP und 2 SPÖ.[12]
- Nach den Gemeinderatswahlen in Niederösterreich 2015 hatte der Gemeinderat folgende Verteilung: 13 ÖVP, 1 Liste Pro Japons und 1 SPÖ.[13]
- Nach den Gemeinderatswahlen in Niederösterreich 2020 hatte der Gemeinderat folgende Verteilung: 14 ÖVP und 1 SPÖ.[14]
- Nach den Gemeinderatswahlen in Niederösterreich 2025 hat der Gemeinderat folgende Verteilung: 14 ÖVP und 1 SPÖ.[15]

### Bürgermeister
- 1968–2001 Josef Spiegl (ÖVP)[16]
- 2001–2024 Karl Braunsteiner (ÖVP)[17]
- seit 2024 Eduard Kranzl (ÖVP)[17]

### Wappen
Mit Bescheid der Niederösterreichischen Landesregierung vom 18. Juli 1978 erhielt die Gemeinde Japons ein Gemeindewappen verliehen. Seine Blasonierung: „Geteilt und oben gespalten, oben rechts in Schwarz ein goldener feuerspeiender aus der Schildesteilung wachsender aufgerichteter Panther, oben links in Gold zwei schwarze aufgerichtete Sensen, unten dreimal von Grün auf Rot geschacht.“ Die Gemeindefarben sind Grün-Gelb-Schwarz.

## Persönlichkeiten

### Ehrenbürger der Gemeinde
- Erwin Pröll (* 1946), Landeshauptmann von Niederösterreich 1992–2017

### Söhne und Töchter der Gemeinde
- Raimund Neunteufel (1872–1937), Politiker (CSP, Deutsches Zentrum)